# Três Barras
Pour les articles homonymes, voir Barras.
Três Barras est une ville brésilienne du nord de l'État de Santa Catarina.

## Généralités
La municipalité présente un climat très marqué, avec des étés chauds et des hivers rigoureux. Três Barras fut un des théâtres de la guerre du Contestado. La ville possédait à l'époque un des meilleurs hôpitaux de la région et une scierie très importante.

## Géographie
Três Barras se situe par une latitude de 26° 06′ 23″ sud et par une longitude de 50° 19′ 20″ ouest, à une altitude de 802 mètres.
Sa population était de 18 131 habitants au recensement de 2010. La municipalité s'étend sur 564 km2.
Elle fait partie de la microrégion de Canoinhas, dans la mésorégion Nord de Santa Catarina.
La forêt nationale de Três Barras s'étend sur le territoire de la municipalité.

## Administration
La municipalité est constituée de deux districts :
- Três Barras (siège du pouvoir municipal)
- São Cristovão

## Villes voisines
Três Barras est voisine des municipalités (municípios) suivantes :
- Mafra
- Papanduva
- Major Vieira
- Canoinhas
- São Mateus do Sul dans l'État du Paraná
- Antônio Olinto dans l'État du Paraná